# 소프트 록
소프트 록(Soft rock)은 1960년대 후반부터 1970년대 전반에 걸쳐 스튜디오 레코딩에 중점을 두고, 아름다운 멜로디와 코러스를 가진 록 음악의 장르이다. 비틀즈로부터 정립된 팝 록의 하위 장르격이며, 보통 시초를 폴 매카트니와 조지 해리슨의 작곡 음악들에서 보는 시각이 많다. 폴 매카트니, 카펜터스 등이 대표적인 소프트 록 아티스트들이다. 록 음악에 대한 지식이 바닥에 가까운 한국에서는 주로 '올드 팝'으로 명칭되는 많은 곡들이 여기에 속해있다.

## 같이 보기
- 발라드 (대중 음악)